# هاينكل هي 46
هاينكل هي 46 (بالإنجليزية: Heinkel He 46)‏ هي طائرة استطلاع من صناعة هاينكل. كانت تستخدم بشكل أساسي من قبل سلاح الجو الألماني. كان أول طيران لها في 1931. انتهت خدمتها في 1943. صنع منها 500 طائرة.

## المستخدمون
- سلاح الجو الألماني ( الرايخ الثالث)
- القوات الجوية المجرية
- جيش الكندور